# Королевский археологический институт
Королевский археологический институт (англ. The Royal Archaeological Institute, RAI) — научное общество, основанное в 1844 году в Лондоне и занимающееся изучением всех аспектов археологической, архитектурной и ландшафтной истории Британских островов. Членство открыто для всех, интересующихся исследованиями в этих областях.
Одним из основных видов деятельности института является публикация «Археологического журнала» (Archaeological Journal), ежегодного рецензируемого сборника научных статей, содержащего отчёты об археологических и архитектурных исследованиях, полевых экспедициях, археологических, исторических и архитектурных памятников всех периодов, а также обобщения и обзоры научных работ. Институт также организует лекции и семинары, финансирует и участвует в поездках и экспедициях; работает в сотрудничестве с другими археологическими организациями и обществами. Программа ежемесячных лекций проводится с октября по май в помещении Лондонского общества антиквариев в Бёрлингтон-хаусе.

## Президенты Королевского археологического института
1844—1845: Lord Albert Conyngham
1845—1851: Spencer Compton, 2nd Marquess of Northampton
1851—1861: James Talbot, 4th Baron Talbot of Malahide (first term)
1861—1862: George Lyttelton, 4th Baron Lyttelton
1862—1867: John Pratt, 3rd Marquess Camden
1867—1882: James Talbot, 4th Baron Talbot of Malahide (second term)
1882—1891: Henry Percy, Earl Percy
1892—1897: Harold Dillon, 17th Viscount Dillon
1897—1924: Sir Henry Howorth
1924—1926: Sir William Dawkins
1927—1939: Sir Charles Oman
1939—1942: A. Hamilton Thompson
1942—1945: Christopher Hawkes
1945—1948: Sir Alfred Clapham
1948—1951: Joan Evans
1951—1954: Sir Mortimer Wheeler
1954—1957: Philip Corder
1957—1960: W. F. Grimes
1960—1963: Ralegh Radford
1963—1966: P. K. Baillie Reynolds
1966—1969: D. B. Harden
1969—1972: E. Clive Rouse
1972—1975: Harold Taylor
1975—1978: John Charlton
1978—1981: Sheppard Frere
1981—1984: Denys Spittle
1984—1987: Hugh Thompson
1987—1990: Norman Pounds
1990—1993: A. P. Baggs
1993—1996: Andrew Saunders
1996—1999: Anthony Quiney
1999—2000: T. W. Potter
2000—2003: Mark Hassall
2003—2006: Lindsay Allason-Jones (first term)
2006—2009: Jonathan Coad
2009—2012: David Breeze
2012—2015: David Hinton
2015—2018: Timothy Champion
2018—2019: Blaise Vyner
2020—2021: Ken Smith